# Gnathanacanthus
Gnathanacanthus is een geslacht van straalvinnige vissen uit de familie van rode fluweelvissen (Gnathanacanthidae).

## Soort
- Gnathanacanthus goetzeei Bleeker, 1855